# Ptosis mamaria
La ptosis mamaria, o caída del pecho en la mujer, es una consecuencia natural de la pérdida progresiva de elasticidad de las fibras de la piel. No se trata, por tanto, de un problema médico sino, en su caso, estético.
La ptosis afecta en mayor medida a los pechos grandes, lo cual no significa que los de menor tamaño estén libres de padecerla. El factor determinante reside en la resistencia y elasticidad de la piel.

## Causas
Sometido a la ley de la gravedad, con la edad el pecho de la mujer pierde turgencia y tiende naturalmente a descolgarse. 
La razón principal es que el seno no se asienta en ningún músculo o ligamento; únicamente se sostiene gracias a la piel que lo envuelve y al tejido conjuntivo. Las fibras de la piel se estiran y ceden con el tiempo, a raíz de lo cual el seno experimenta, a medio o largo plazo, una ptosis o caída.
Dado que los músculos pectorales solo sirven de apoyo, los ejercicios físicos pueden paliar, pero nunca evitar, la caída progresiva de los senos.

## Prevención
Para mitigar los efectos de la ptosis, se recomienda el uso diario de un sostén cómodo, sin armazones metálicos, que no ejerza presión sobre los senos.
Asimismo, se aconseja el abandono de hábitos perjudiciales para la firmeza de la piel, como la mala alimentación, el consumo abusivo de café, el tabaquismo, los baños demasiado calientes y las exposiciones prolongadas al sol.
Aunque la mama no posee un músculo propio, reposa en el músculo pectoral que le sirve de apoyo, por lo que si éste es firme y tónico, el pecho se hallará mejor posicionado. Los deportes que implican trepidaciones, como el fútbol, el tenis o la equitación afectan muy negativamente a los senos, especialmente si son voluminosos. En cambio, aquellos que ayudan a tonificar la espalda y los pectorales, como el baloncesto, el voleibol y sobre todo la natación, resultan beneficiosos. Para practicarlos es indispensable un sujetador deportivo, bien adaptado, con una banda elástica de sujeción bajo las cazuelas.

## Cirugía
La ptosis puede corregirse mediante cirugía estética. Este tipo de intervención para realzar el pecho se denomina mastopexia.
La operación se practica con anestesia general, y dura entre dos y cuatro horas, dependiendo de cada caso. Si la piel se encuentra distendida, se procede a retirar su excedente. Si se observa una merma en el tamaño del pecho, se practica un enrollamiento de la glándula mamaria sobre sí misma, para volver a darle volumen.
Las cicatrices, a menudo grandes y visibles, adquieren una evolución difícil de prever. También son relativamente frecuentes los desequilibrios en la forma, el tamaño y la símetría de los senos, la areola y el pezón. Dependiendo de la gravedad de estas alteraciones, podría ser preciso reintervenir el pecho ya operado (mamoplastia secundaria).